# 跨越阿尔卑斯山圣伯纳隘道的拿破仑
《跨越阿尔卑斯山圣伯纳隘道的拿破仑》（法語：Bonaparte franchissant le Grand-Saint-Bernard）或稱《拿破侖翻越阿爾卑斯山》是雅克-路易·大卫繪製的五幅油畫的統稱。它們繪製的都是拿破崙·波拿巴在發動馬倫哥戰役前越過圣伯纳隘道時的情景，委托人並不是拿破侖，而是當時的西班牙國王卡洛斯四世。作品陸續完成于1801至1805年間，其中兩幅藏于凡爾賽宮、剩下的三幅分別藏于維也納美景宮、柏林夏洛滕堡宫和吕埃馬爾邁松城堡。畫中的場景並不與現實完全相符，因爲實際上當時拿破侖騎著的是驴而不是馬，當時的天氣也並不糟糕。有专家解释可能是驴耐力比较强，马更适合冲锋陷阵。因此不是拿破仑没实力，应该是当时形势的需要，作者把驴画成马，可能是想表现拿破仑威武、高大的形象。。

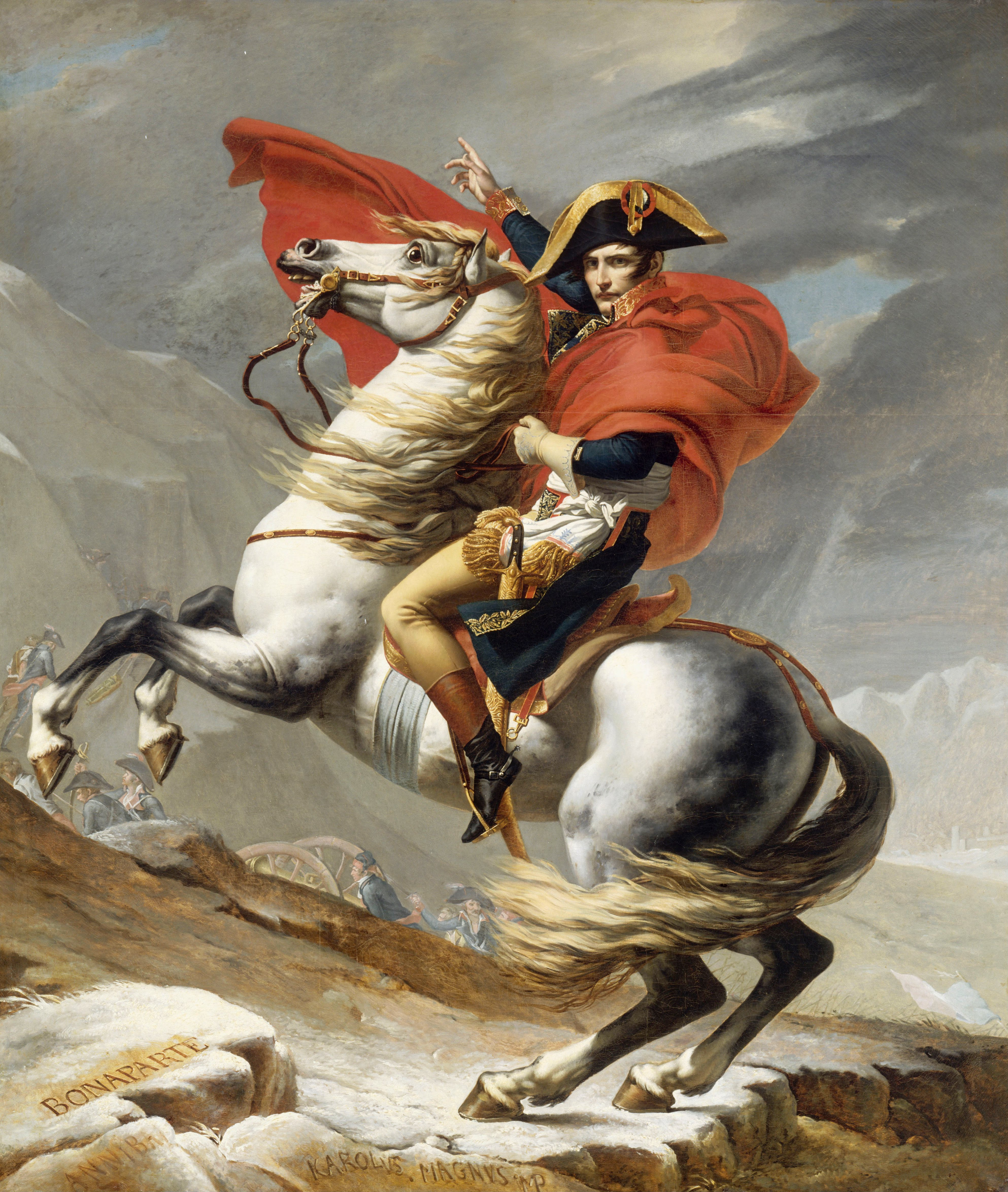
凡爾賽宮第一版
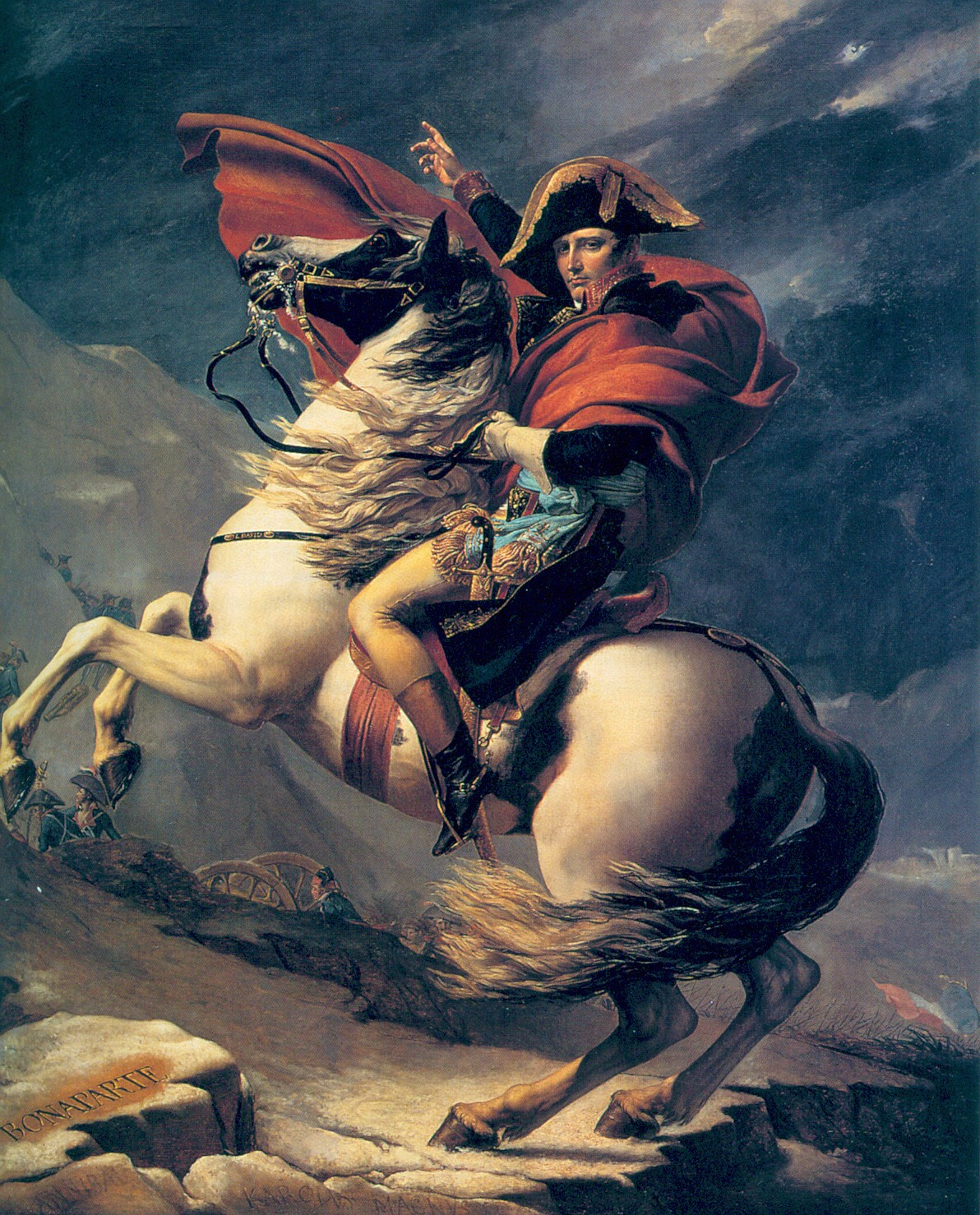
凡爾賽宮第二版
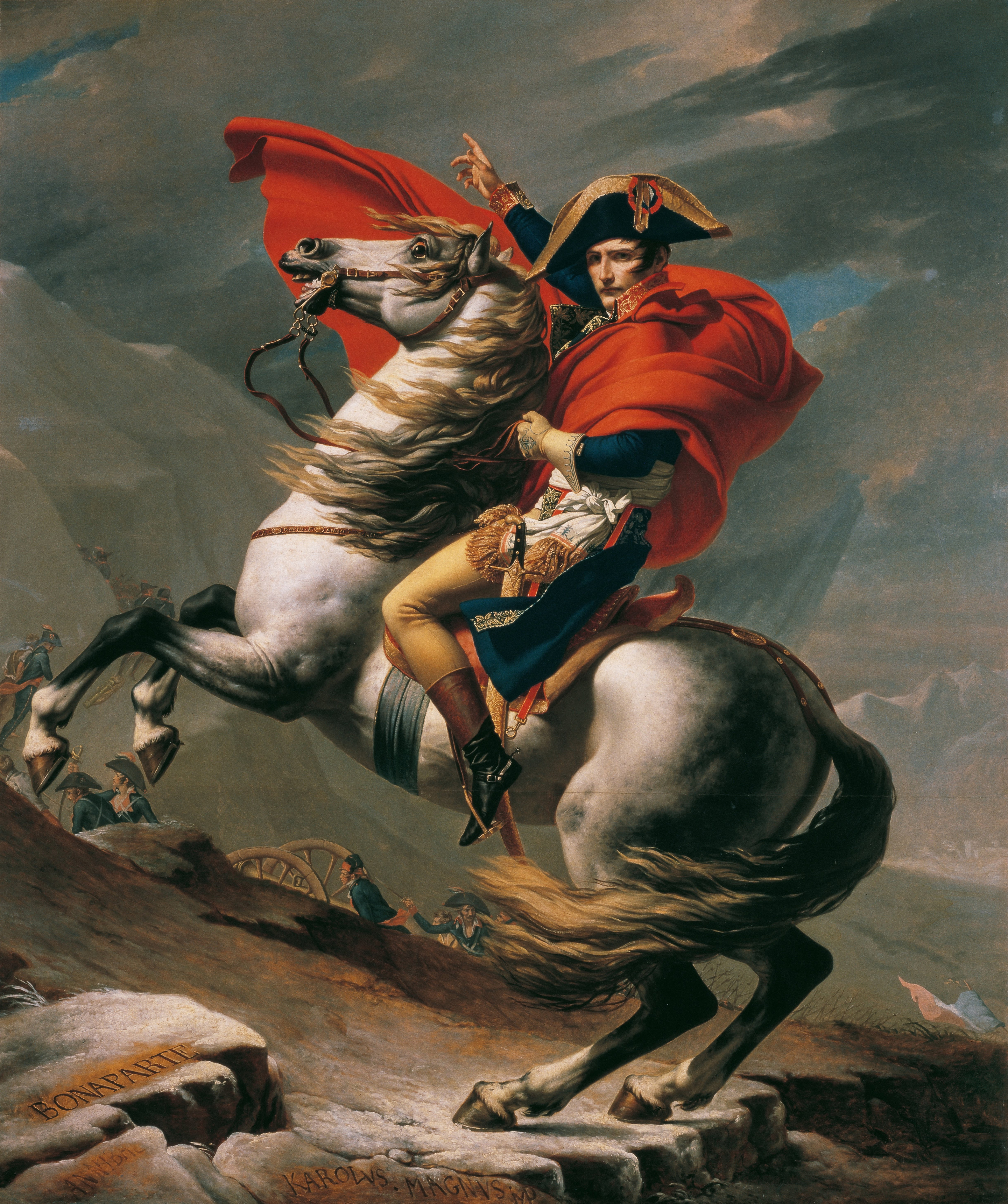
美景宮版
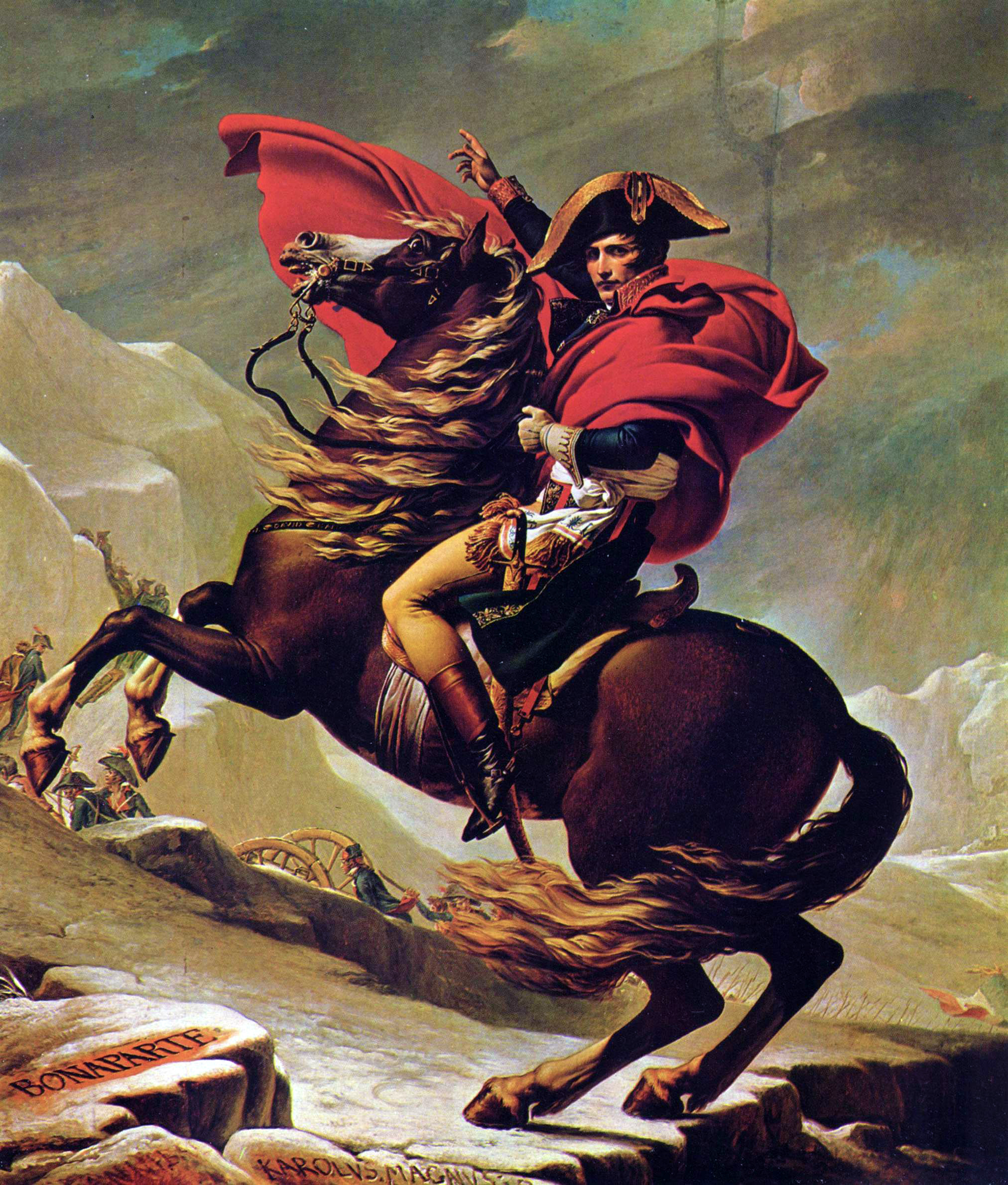
夏洛滕堡宫版